# Saint-Germain-de-Martigny

Saint-Germain-de-Martigny este o comună în departamentul Orne, Franța. În 1 ianuarie 2022 avea o populație de 83 de locuitori.